# 大衛冰川

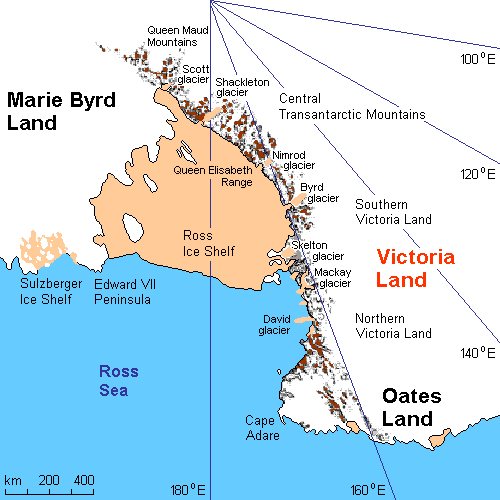

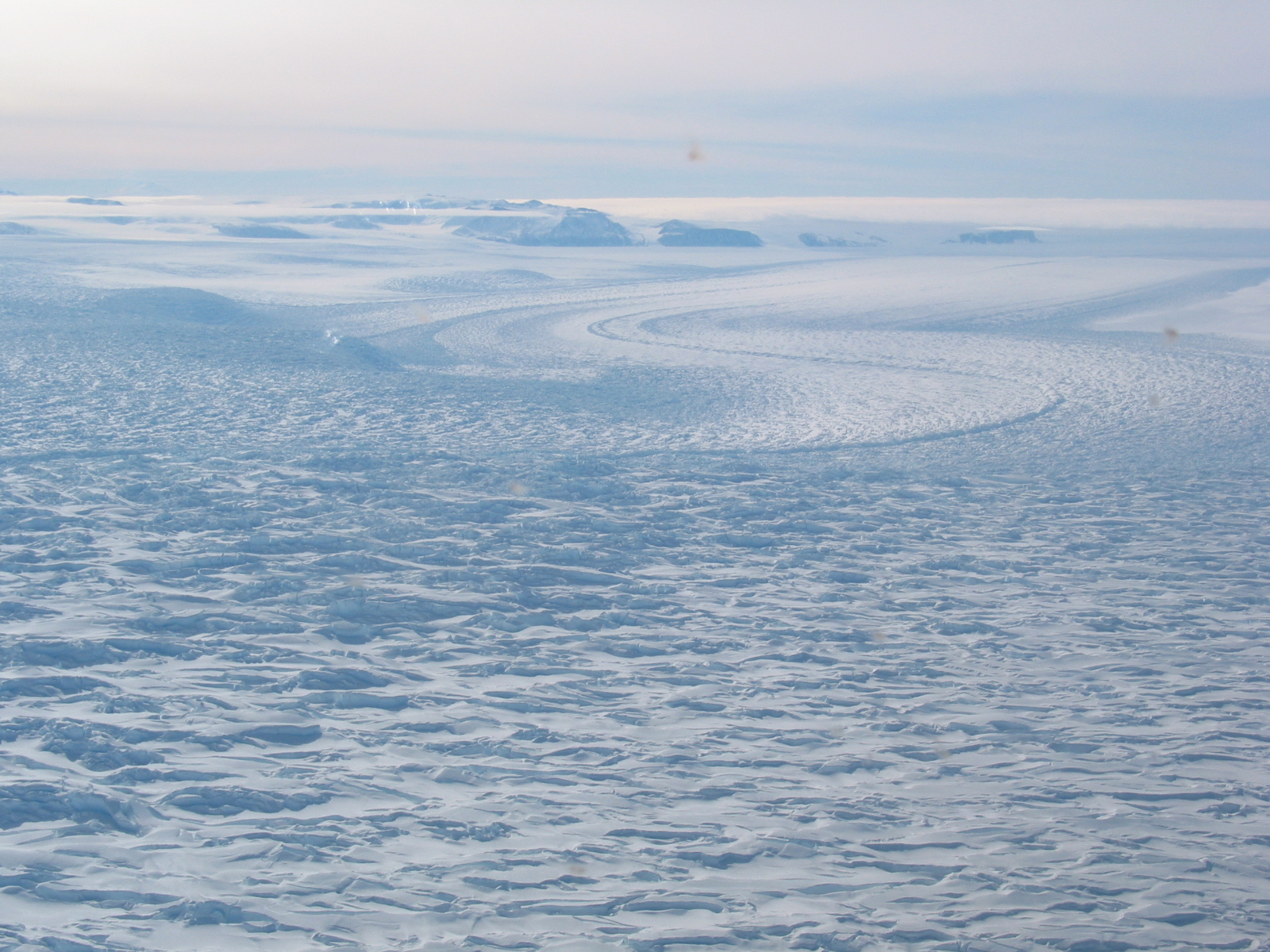

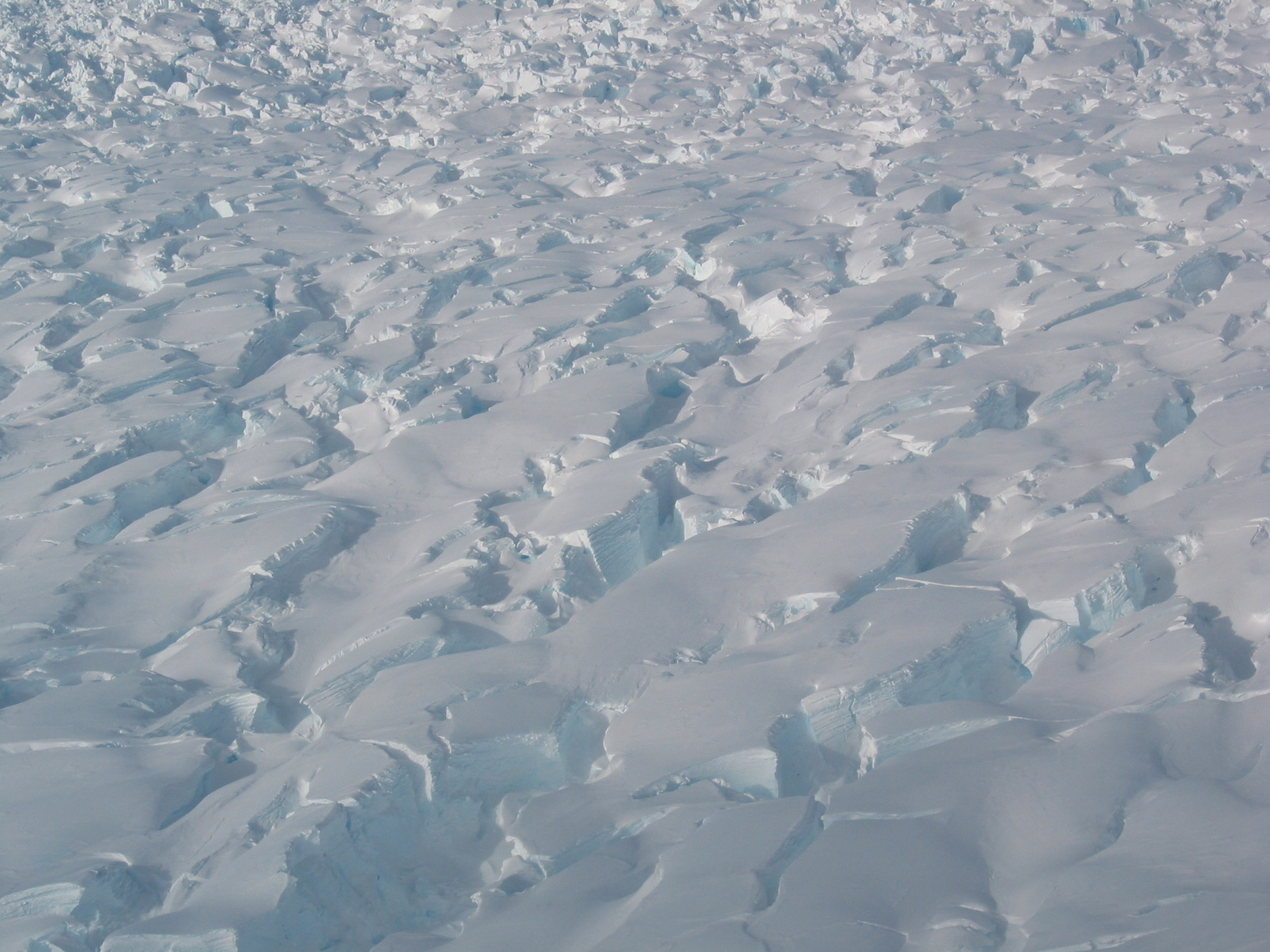

大衛冰川是南極洲的山峰，位於維多利亞地，流域面積20萬平方公里，最終注入羅斯海，冰體流量估計每年約7.8立方公里，附近有休斯海崖。